# 마크 러츠
마크 러츠(Mark Lutz, 1970년 2월 14일 ~ )는 캐나다의 배우이다.

## 출연 작품

### 영화
- 포화 속의 용기: 두 여자 (1997, Stories of Courage: Two Women)
- Rough Air: Danger on Flight 534 (2001)
- 인터스테이트 (2002)
- Miranda & Gordon (2008) - 단편
- 비치 슬랩 (2009, Bitch Slap)
- 파이널 임팩트 (2015, Asteroid: Final Impact)

### 텔레비전
- 엔젤 (2001-02)